# Fugitivos (canção)
"Fugitivos" (estilizada como "fugitivos :)") é uma canção dos cantores brasileiros Luísa Sonza e Jão, gravada para o segundo álbum de estúdio de Sonza, Doce 22 (2021). A canção foi lançada através da Universal Music para download digital e streaming em 2 de novembro de 2021 como terceiro single do álbum.

## Antecedentes e lançamento
Luísa Sonza lançou seu segundo álbum de estúdio, Doce 22, em 18 de julho de 2021, através da Universal Music. Na lista de faixas, "Fugitivos" aparece como décima faixa. Doce 22 foi dividido em dois lados: A e B, com o primeiro sendo "a Luísa Sonza confiante, 'super-heroína" e 'f*dona'", enquanto o último explora o inconsciente da cantora.
No dia do lançamento de Doce 22, "Fugitivos", juntamente com as faixas "Anaconda" e "Café da Manhã", estava bloqueada para audição em plataformas de streaming. Sonza explicou a estratégia, dizendo que eram canções "muito especiais para soltar no bolo. Elas não teriam a devida atenção se soltasse todas elas juntas ou se eu soltasse com clipe e virasse single depois". "Fugitivos" foi anunciada como single em 1 de novembro. A canção foi lançada para download digital e streaming em 2 de novembro de 2021 como terceiro single do álbum.

## Faixas e formatos
| Download digital / streaming |                |         |  |
| N.º                          | Título         | Duração |  |
| 1.                           | "fugitivos :)" | 3:26    |  |

## Histórico de lançamento
| Região | Data                  | Formato(s)                 | Gravadora | Ref.  |
| ------ | --------------------- | -------------------------- | --------- | ----- |
| Mundo  | 2 de novembro de 2021 | Download digital streaming | Universal | [ 8 ] |